# Digimon World DS
Digimon Story (デジモンストーリー, Dejimon Sutōrī), também conhecido como Digimon World DS no Ocidente, é um jogo eletrônico de RPG desenvolvido pela BEC e publicado pela Namco Bandai Games. Ele foi lançado para o Nintendo DS no Japão em 15 de junho de 2006 e na América do Norte em 7 de novembro do mesmo ano. É o primeiro título principal da série Story e é relacionado com a animação Digimon Savers.
Digimon Story se passa em um futuro próximo. Outro mundo, chamado de Mundo Digital, começou a se espalhar dentro das redes de computadores. Não só isso, os Monstros Digitais chamam este mundo de sua casa. Sua existência foi mantida em segredo do público em geral pela DATS, uma unidade feita especialmente para investigar o Mundo Digital. No entanto, rumores de monstros nascendo de computadores, e os humanos que lutaram ao lado deles, começaram a se espalhar entre as crianças. O domador, que não tem nome, parte em uma jornada para descobrir, domar, aumentar, treinar e comandar mais de 230 Digimon únicos. O jogo apresenta vários ambientes e um sistema de combate baseada em turnos, podendo usar até três digimon ao mesmo tempo, e até seis podem estar na sua equipe. Foi incorporado a Digi Farm, um local para você deixar os digimon que não estão sendo usados.
O desenvolvimento começou após o lançamento de Digital Monsters X-Evolution. Como Digimon não tinha muitos projetos, Ryo Mito decidiu começar um jogo. O projeto inicialmente seria algo próprio, mas assim que Digimon Savers começou a ser planejado, ele decidiu incorporar personagens e digimon da série. Seu objetivo com isso era atrair os fãs da animação para o jogo.
Digimon Story teve uma boa recepção da crítica ao finalmente ser lançado; sua jogabilidade, mecânica de criação, captura e treinamento, e enredo foram elogiados de forma geral, enquanto suas dungeons e alguns elementos do jogo tiveram uma recepção um pouco mais mista. O jogo teve vendas o suficiente para criar uma nova série de jogos Digimon denominada Story, que possui até o momento seis jogos lançados e um anunciado. Ele também foi recomendado pela Famitsu como "compra obrigatória".

## Recepção

### Crítica
Digimon Story teve um recebimento positivo e misto pela crítica especializada ao ser lançado. No agregador de resenhas Metacritic, possuí um índice de aprovação de 71/100 baseado 8 críticas. Jack DeVries da IGN afirma que "... apesar de sua natureza derivada e elementos um tanto medíocres, ainda é muito divertido..." e recomenda o jogo "... para jogadores que estão morrendo de vontade de obter sua correção de RPG de batalha de monstros", e também por seu roteiro bem-humorado e método único de coletar Digimon. Já Shane Patterson da GamesRadar+ achou que Story "seria um jogo bom...", se não existisse Pokémon, por isso "sai como um jogo de proporções "meh".", e Frank Provo da GameSpot escreveu que o jogo era "sólido e o "melhor jogo de Digimon já feito".